# Leïla Ben Ali

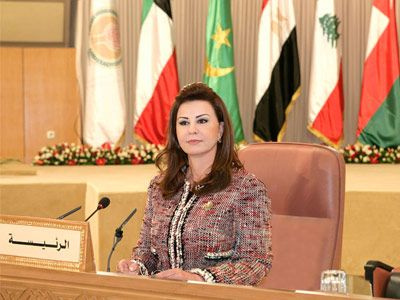
Leïla Ben Ali (2010)

Leïla Ben Ali (arabisch ليلى بن علي, DMG Lailā b. ʿAlī; Geburtsname Leïla Trabelsi; * 14. Oktober 1956) ist die Witwe Zine el-Abidine Ben Alis, des Präsidenten Tunesiens von 1987 bis 2011, und war nach ihrer Hochzeit am 26. März 1992 bis 2011 die First Lady Tunesiens.

## Leben
Vor ihrer Heirat mit Ben Ali übte sie angeblich den Beruf einer Friseurin aus. Leïla Ben Ali wird für die Ausweitung der Korruption in Tunesien verantwortlich gemacht, deren Hauptnutznießer die Mitglieder ihrer eigenen Familie waren, des laut Einschätzung der amerikanischen Botschaft in Tunis quasi-mafiösen Trabelsi-Clans. Das persönliche Vermögen von Zine el-Abidine und Leïla Ben Ali, das sie über 23 Jahre an der Macht angehäuft haben, wurde auf 5 Milliarden Euro geschätzt.
Ben Ali war ebenfalls für ihr Wirken in verschiedenen wohltätigen Vereinen und Organisationen bekannt, eine besondere Rolle nahm dabei die Arab Women Organization ein. Westliche Medien diskutieren seit Längerem, ob dieses Engagement lediglich zur Verbesserung ihres öffentlichen Ansehens diente oder aus tatsächlicher Überzeugung resultierte. Ben Ali wurde unter anderem als progressivste und fortschrittlichste Frau in der arabischen Welt bezeichnet und erregte dort Aufsehen durch das Tragen von Stöckelschuhen und figurbetonter Kleidung.

## Flucht
Während der Vorgänge in der Revolution in Tunesien 2010/2011 flüchtete Leïla Ben Ali am 12. Januar 2011 nach Dubai. Sie soll vor ihrer Flucht persönlich 1,5 Tonnen Gold im Wert von 45 Millionen Euro von der Zentralbank abgeholt und mit dem Flugzeug abtransportiert haben. Außerdem soll sie dem Gouverneur der Zentralbank befohlen haben, 400 Millionen Euro nach Dubai zu überweisen. Dieser habe die Anweisung nach Rücksprache mit Ben Ali befolgt.

## Gerichtsverfahren
Anfang Mai 2011 wurde gegen Ben Ali und seine Frau Leïla Trabelsi in Tunesien Anklage erhoben. Der damalige Justizminister Lazhar Karoui Chebbi sprach von 18 Anklagepunkten, darunter „Verschwörung gegen die innere Sicherheit“, „Anstiftung zu Chaos, Mord und Plünderung“, „Drogenkonsum“, „Drogenhandel“ und „Mord“.
Ein erster Prozess gegen Zine el-Abidine Ben Ali und Leïla Trabelsi fand am 20. Juni 2011 in Tunis in Abwesenheit der Angeklagten statt, verhandelt wurde der Vorwurf der Veruntreuung von Staatsvermögen. Ben Ali und seine Frau wurden nach nur einem Verhandlungstag zu jeweils 35 Jahren Haft verurteilt, darüber hinaus verhängte das Gericht Geldstrafen in Millionenhöhe.

## Buchveröffentlichung
Im Juli 2012 veröffentlichte Leïla Ben Ali ein 200-seitiges Buch mit dem Titel Ma vérité (Deutsch: Meine Wahrheit) über ihre Sicht der Revolution. In diesem bezeichnete sie die Geschehnisse als von Frankreich gelenkten „Staatsstreich“ und berichtet über ihre überhastete Flucht nach Saudi-Arabien. Außerdem bestritt sie, dabei Wertgegenstände mitgenommen zu haben, wie verschiedene Medien berichteten, und zeigte sich enttäuscht von Nicolas Sarkozy, über den sie in einem Werbeinterview zum Buch sagte, dass er „die Produkte unserer Region, die wir ihm zukommen ließen, nie ablehnte“.